# Castellers de Vilafranca

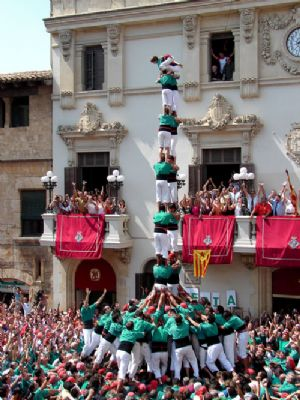
Primera torre de nou amb folre carregada de la historia, Castellers de Vilafranca.

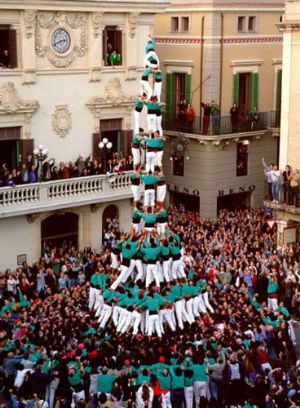
Primer tres de deu amb folre i manilles carregat de la historia castellera, Castellers de Vilafranca.

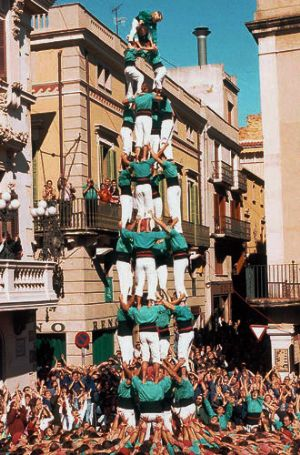
Primer quatre de nou sense folre carregat de los Castellers de Vilafranca.

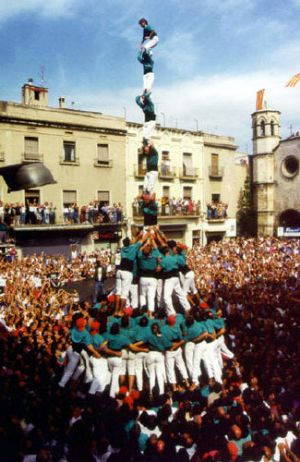
Primer pilar de vuit amb folre i manilles carregat del, Castellers de Vilafranca.

Los Castellers de Vilafranca son una institución cultural catalana que tiene como principal objetivo hacer castells (castillos, torres humanas). Es una organización sin ánimo de lucro y tiene la consideración de entidad de interés público.
Esta asociación se pronunció a favor del movimiento separatista catalán en una exhibición en un partido de baloncesto de la NBA.
La Colla (nombre que se le da a un grupo que hace castells) se fundó en 1948, fruto de la gran afición, tradición y arraigo de los castellers en Villafranca del Panadés, que remonta al tiempo del Ball de Valencians (siglo XVIII), precursor de los castells actuales.
El origen de los "castells" de Cataluña se encuentra en la ciudad valenciana de Algemesí y en su Muixeranga, tal y como muestran los documentos más antiguos que se han hallado (del siglo XVIII) sobre las primeras apariciones de la muixeranga en las procesiones de la localidad. 
Actualmente forman parte de la Colla más de cuatrocientos castellers y castelleres (persona que participa en una actividad castellera), de todas las edades, de forma libre y voluntaria, sin ningún tipo de distinción social, política, cultural o religiosa. A todos les une la misma afición por levantar castells, los valores democráticos, la cooperación y el trabajo en equipo, el espíritu de superación constante, así como la esperanza de continuar en la cima del món casteller (nombre que se le da al mundo de los castells). La sede social de los Castellers de Vilafranca es Cal Figarot, Casa Via Raventós, adquirida en el año 1983.
Los Castellers de Vilafranca son una de las entidades más importantes y con más proyección de Villafranca del Panadés y han representado a esta localidad en numerosas ocasiones en el extranjero. Cuentan con el apoyo de más de quinientos socios y la colaboración de diversas instituciones públicas y privadas. Además de las actuaciones castelleres que realizan a lo largo de la temporada, básicamente entre los meses de abril y noviembre, también organizan otras actividades culturales, deportivas, educativas, sociales y gastronómicas abiertas a todo el mundo.
La tarea llevada a cabo a lo largo de sesenta años en el ámbito de la cultura popular catalana y el asociacionismo ha sido reconocida por el Ayuntamiento de Villafranca del Panadés con la concesión de la Medalla de la Vila y, en el ámbito regional, con la Creu de Sant Jordi, concedida por la Generalidad de Cataluña.

## Historia

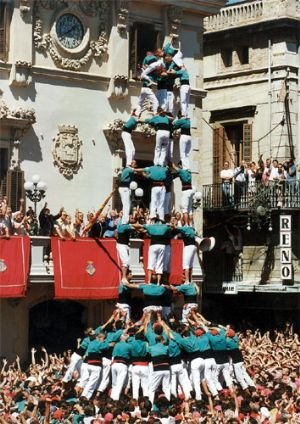
Primer cinc de nou amb folre descarregat de los Castellers de Vilafranca.

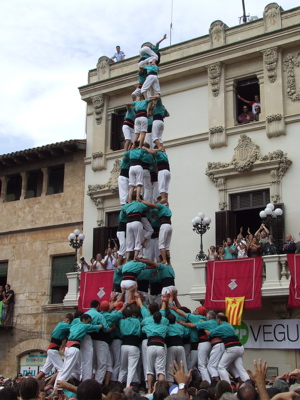
Quatre de nou amb folre i l'agulla (1/2), Castellers de Vilafranca.

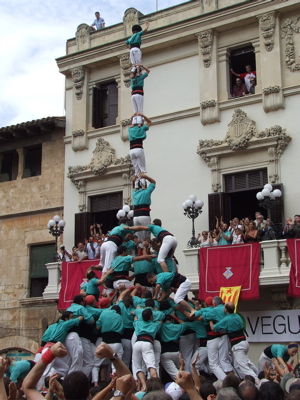
Quatre de nou amb folre i l'agulla (2/2), Castellers de Vilafranca.

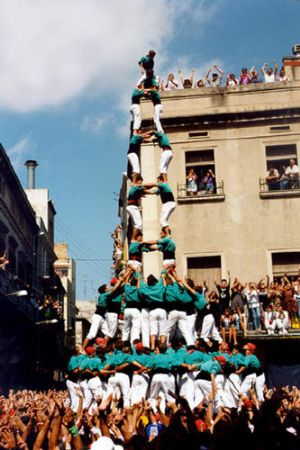
Primera torre de nou amb folre i manilles descarregada de los Castellers de Vilafranca.

Los Castellers de Vilafranca fueron fundados en el mes de septiembre de 1948 por Oriol Rossell, quien fue el primer cap de colla (persona que dirige una colla castellera). Los inicios estuvieron marcados por la consecución de castells de siete pisos y las estrechas relaciones con las otras colles del momento. Durante estos primeros años, los caps de colla fueron Oriol Rossell (1948-1952) y Ramon Sala (1953-1955), siendo el color de la camisa rosado y después rojo.
En 1956 la colla estuvo prácticamente inactiva a causa de disputas internas. En 1957 se reorganizó y adoptó el color de camisa verde. De 1957 a 1968 consiguieron castells de siete pisos y la construcción más destacada fue el cinc de set. A partir de 1969 y hasta 1974, la colla hizo un salto cualitativo muy importante y consiguió la torre de set y los primeros castells de ocho: el quatre de vuit, el tres de vuit, el pilar de sis y la torre de vuit amb folre. El 1972 ganaron el Concurs de Castells de Tarragona (concurso bianual de castells que se celebra en la ciudad de Tarragona). Durante estos años los caps de colla fueron Josep Pedrol (1957-1959), Carles Domènech (1960-1961), Joan Bolet (1962-1963), Gabi Martínez (1964-1969), Lluís Giménez (1970-1973) y Gabi Martínez, otra vez (1974).
En 1975 la colla hizo un cambio importante en la estructura interna: pasó de una dirección casi exclusiva del cap de colla a la dirección por parte de un equipo técnico colegiado. En 1981 vuelve a ser un año de cambios importantes ya que se decide que los castellers no cobrarían individualmente. Esto provocó una escisión. Entre los años 1975 y 1982, la colla mantuvo los castells de ocho pisos, aunque a duras penas. Los años 1983 y 1984 fueron unos años de recuperación y consolidación de los de ocho pisos básicos, aunque el punto de inflexión se produjo en 1985 cuando se descargó el primer cinc de vuit. De este modo se abrió el camino hacia los castells de nou folrats: en 1987 la colla cargó los primeros tres y quatre de nou amb folre, en 1989 descargó el tres por primera vez y en 1990, el quatre. Desde 1975 a 1994 el cap de colla fue Carles Domènech.
Entre los años 1995 y 2004 la colla entra en un espiral de éxitos. Durante estos años se consiguen las máximas proezas: descargar la torre de nou amb folre i manilles, el pilar de set amb folre, el pilar de vuit amb folre i manilles (el primero del siglo XX), el quatre de vuit amb l'agulla (el primero del siglo XX), el quatre de nou amb folre i l'agulla (el primero de la historia de los castells), el cinc de nou amb folre, el tres i quatre de nou amb folre simultáneos (por primera vez en la historia de los castells), y cargar la torre de vuit (primera del siglo XX), el quatre de nou y el tres de deu amb folre i manilles (el primero de la historia de los castells). Hay que añadir que, en estos años, la colla ganó el Concurs de castells de Tarragona de 1996, 1998, 2002 y 2004. En 2005 la colla cargó la torre de nou amb folre, que se considera el castell más difícil que se ha realizado hasta el momento.
Francesc Moreno "Melilla" fue el cap de colla desde 1995 y hasta 2003, y Lluís Esclassans lo ha sido desde 2004 hasta 2007. David Miret fue elegido cap de colla en Diciembre de 2007.

### Castellsconseguidos
A lo largo de su historia, los Castellers de Vilafranca han conseguido la mayoría de castells que se han podido ver. A continuación se presenta la lista de castells que ha hecho la colla y la fecha en que se cargó o descargó por primera vez.
| Castell                                                     | Descarregat  | Carregat     |  |
| Torre de nou amb folre                                      |              | 30.08.2005** |  |
| Tres de deu amb folre i manilles                            | 30.08.2013   | 15.11.1998** |  |
| Quatre de nou amb folre i tres de nou amb folre simultanis  | 31.08.2001** |              |  |
| Torre de vuit                                               | 01.11.2010   | 01.11.1999*  |  |
| Quatre de nou                                               | 01.11.2012   | 01.11.2002   |  |
| Quatre de nou amb folre i agulla                            | 01.11.1996** | 01.11.1995** |  |
| Cinc de nou amb folre                                       | 01.11.1997   | 30.08.1997   |  |
| Pilar de vuit amb folre i manilles                          | 28.09.1997*  | 31.08.1995*  |  |
| Torre de nou amb folre i manilles                           | 30.08.1995   |              |  |
| Tres de nou amb folre                                       | 30.08.1989   | 31.08.1987   |  |
| Quatre de nou amb folre                                     | 01.11.1990   | 01.11.1987   |  |
| Quatre de vuit amb l'agulla                                 | 08.10.1995*  |              |  |
| Cinc de vuit                                                | 30.08.1985   |              |  |
| Torre de vuit amb folre i pilar de set amb folre simultanis | 31.08.2006** |              |  |
| Pilar de set amb folre                                      | 01.10.1995   | 14.05.1995   |  |
| Tres de vuit amb agulla                                     | 29.10.2006** |              |  |
| Dos pilars de sis simultanis (un de carregat)               | 31.08.2001** |              |  |
| Torre de vuit amb folre                                     | 17.11.1974   | 12.10.1973   |  |
| Tres de vuit                                                | 30.08.1974   | 01.10.1972   |  |
| Pilar de sis                                                | 30.08.1972   | 19.12.1971   |  |
| Quatre de vuit                                              | 30.08.1971   | 12.10.1969   |  |
| Nou de set                                                  | 11.12.1988   |              |  |
| Torre de set                                                | 24.08.1969   |              |  |
| Tres de set aixecat per sota                                | 25.11.1973   |              |  |
| Sis de set                                                  | 21.01.1997   |              |  |
| Cinc de set amb agulla                                      | 19.04.2008** |              |  |
| Cinc de set                                                 | 26.09.1965   | 30.08.1965   |  |
| Tres de set amb l'agulla                                    | 10.08.1996** |              |  |
| Quatre de set amb l'agulla                                  | 05.08.1954   | 31.08.1953   |  |
| Tres de set                                                 | 31.08.1949   |              |  |
| Quatre de set                                               | 31.08.1949   |              |  |
| Torre de sis                                                | 16.06.1949   |              |  |
| Pilar de cinc                                               | 14.09.1948   |              |  |
|                                                             |              |              |  |
| * Primero del siglo XX                                      |              |              |  |
| ** Primero de la historia castellera                        |              |              |  |

## Organización

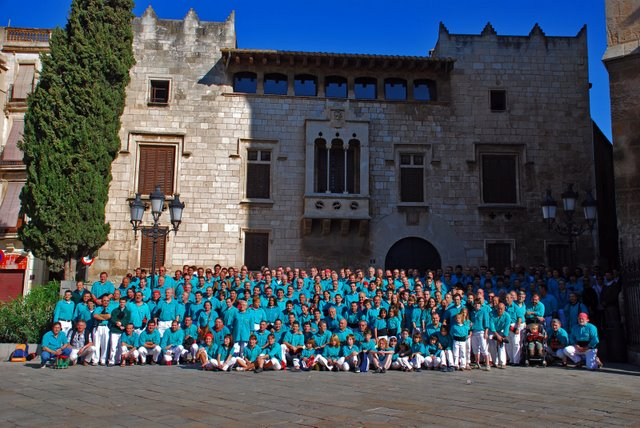
Foto de colla de los Castellers de Vilafranca.

Según la organización general de la colla, los órganos de que la dirigen se dividen en dos grandes ámbitos: el técnico (Equipo Técnico o simplemente “la Técnica”) y el administrativo (Junta Directiva).
El Equipo Técnico se ocupa de todos los aspectos relacionados con la construcción de los castells. El máximo responsable técnico es el cap de colla. Le acompañan en esta tarea el sots cap de colla (vice cap de colla), el cap de pinyes (persona responsable de montar la base), el cap de troncs (persona responsable de establecer la alienación de cada castell), el cap de crosses (persona responsable de las personas que ocuparán esta posición) y el cap de l'equip de la canalla (persona responsable del entrenamiento de los niños de la colla), entre otros.
La Junta Directiva se ocupa de la administración. Es la responsable de conservar el patrimonio de la colla y su función principal es representar la colla a nivel externo. El máximo responsable es el Presidente. De él dependen el Secretario y los cinco vice-presidentes, los cuales dirigen cinco áreas temáticas: la área social, la área económica, la área institucional, la área de infraestructuras y la área de marketing y medios de comunicación. La colla tiene también tres comités consultivos: Relaciones internacionales, Servicio jurídico y Comité de sabios.

### Organigrama actual

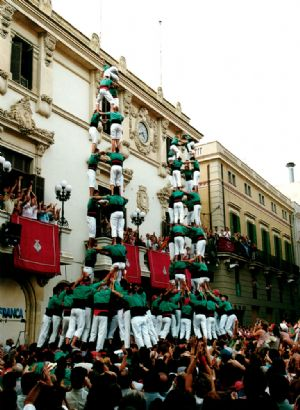
Único tres y quatre de 9 amb folre descarregats simultáneamente de la historia, Castellers de Vilafranca.

### Equipo Técnico
- Cap de colla: Pere Almirall i Piqué
- Sots cap de colla: Manel Huguet i Mestres
- Equip de la técnica: Aleix Masana i Escamilla, Raül Tudela i Giménez

### Junta directiva
- Presidente: Josep Cabré i Tugas
- Secretario: Miquel Ropero i Ventosa
- Vicepresidente área social: Josep M. Martínez i Camús
- Vicepresidente área económica: Antoni Grau i Adell
- Vicepresidente área institucional: Antoni Rossell i Trens
- Vicepresidente área infraestructuras: Manel Martín i Melgares
- Vicepresidente màrqueting i mèdia: David Tudela i Giménez

### Consejos Asesores
- Relaciones internacionales
- Asesoría jurídica
- Consejo de sabios

## Cal Figarot, la sede social

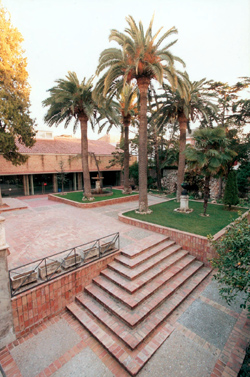
Patio de Cal Figarot, local social de los Castellers de Vilafranca.

La sede social de los Castellers de Vilafranca es Cal Figarot, Casa Via Raventós, adquirida en 1983. Construida en 1888, se trata de un edificio neogótico, obra del arquitecto Augusto Font Carreras, que incorpora por primera vez en Villafranca del Panadés elementos medievales en un edificio particular. Destaca el balcón, el vestíbulo, la escalera principal, algunas salas y sobre todo el magnífico jardín interior, centro neurálgico del local social. En 1998 la colla adquirió la nave adyacente de 600 m² perteneciente a unas cavas. Una vez rehabilitada se integró al patio del local. La colla también dispone de distintas dependencias, como lo son el gimnasio, la secretaría, las salas polivalentes y la cafetería-restaurante.

## Los Castellers de Vilafranca en el mundo – Proyección internacional

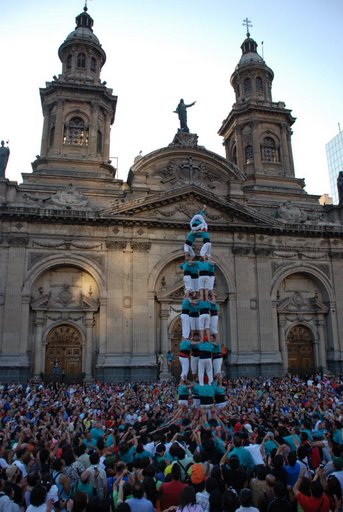
Quatre de vuit en Santiago de Chile, Castellers de Vilafranca.

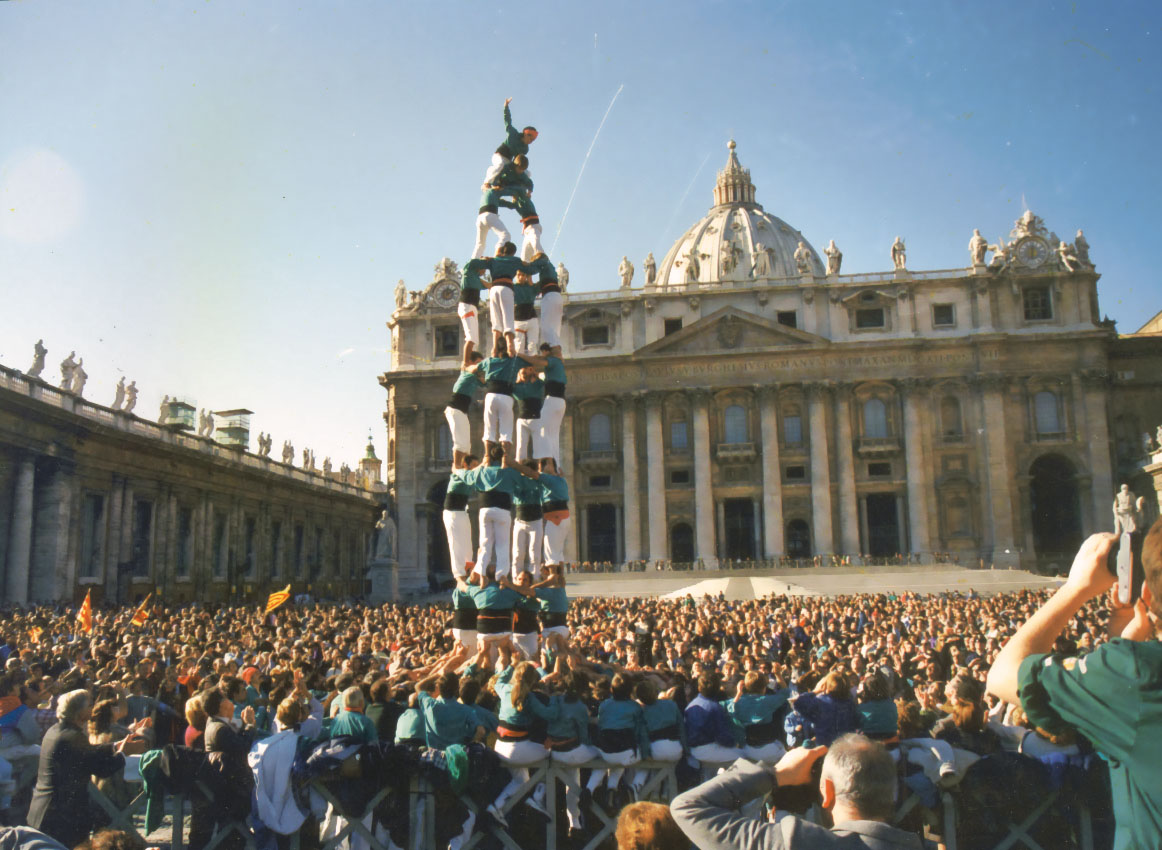
Quatre de vuit en la Ciudad del Vaticano, Castellers de Vilafranca.

Los Castellers de Vilafranca han sido una de las colles españolas con más proyección internacional. Han actuado:
- en el festival organizado por el periódico L'Humanité en París (1973).
- en la Quincena Catalana de Ginebra (1978).
- en la isla de Cerdeña (1978) - exhibiciones en Alguer y en Sasser.
- en Portugal (1982), levantando castells en Lisboa, Sintra, Estoril, Coímbra y Oporto.
- en Italia (1984), actuando en Pisa, Siena, Roma, Ciudad del Vaticano y Florencia.
- en Besiers, Francia (1987).
- en Italia (1988) actuando en Pisa, en la Ciudad del Vaticano y en Roma.
- en el País Vasco (1990) con actuaciones en Vergara, Anzuola, Zumárraga y Urrechu.
- en Italia (1990), esta vez en el norte: Feltre (palio), Niccia y Melere (localidades del municipio de Trichiana) y Venecia.
- de nuevo en Francia (1991) actuando en Toulouse, con motivo del Aplec Internacional de la Sardana y en Carcasona.
- en Luxemburgo y en Alemania (1991), con actuaciones en Luxemburgo (capital), Moers, Wolfenbütel, Hanover, Berlín y Fráncfort del Meno.
- en la Expo de Sevilla (1992) durante el día de Cataluña.
- en Santiago de Compostela (1993), durante los actos del Jacobeo'93.
- el mismo año, gira por cinco países: Francia (Marsella), Italia (Lecco, Melzo, Bérgamo), Eslovenia (Liubliana, Postojna, Otocêc, Novo Mesto, Crnomêlj), Austria (Klagenfurt) y Mónaco (Montecarlo).
- de nuevo en París y en Poix de Picardía (Francia), el mismo año.
- en Italia (1994) por quinta vez (Venecia, Mestre) con motivo de la celebración del célebre carnaval veneciano, en Francia (Villeurbanne, Lyon) el mismo año.
- en los Países Bajos y en Bélgica (1994), con actuaciones en Ámsterdam, Enschede, Almelo, Aalten, Emmen y Bruselas.
- en Navarra (1995) con actuaciones en Tudela.
- en Dinamarca (1996), en Copenhague y en Holte,
- el mismo año en Francia (Metz) y en Flandes (Maastricht y Bree).
- en Sobradiel (1999), Aragón.
- en Bühl, ciudad hermandada con Villafranca del Panadés (2002).
- en Salamanca (2002).
- de nuevo en Francia (2004), con actuaciones en Dunkerque.
- en el País Vasco (2005), con actuaciones en San Sebastián y Elorrio.
- en Francia (2006), donde actuaron en Steenvoorde.
- de nuevo en Aragón (2006), durante las fiestas en Binéfar.
- en 2007 actuaron Alemania, en el marco de la Feria Internacional del Libro celebrada en Fráncfort del Meno.
- en enero de 2008 actuaron en Chile, en el que ha sido el primer viaje de una colla castellera al hemisferio sur.
- En mayo de 2017 actuaron en Róterdam.

- Los Castellers de Vilafranca también han actuado en la ceremonia de apertura de los Juegos Olímpicos de Barcelona 1992, la que sin duda ha sido la actuación castellera más vista a través del mundo.

- La colla también actuó durante la presentación mundial de la novela de Noah Gordon "La Bodega" que se celebró en Villafranca del Panadés (2007).

Los Castellers de Vilafranca también han realizado una tarea de difusión del fet casteller (nombre que se le da al arte de hacer castells) en otras regiones españolas.
- Salidas en Rosellón y Occitania (sur de Francia): seis veces en Perpiñán (1970, 1977, 1982 [en las fiestas de la Unión Deportiva Arlequinos de Perpiñán, USAP], 1989 [Fiesta de las Mulas], en 1997 y en 1998), una en Toluges (1970), en el marco de las Festes de Pau i Treva, una en Colliure (1984), una en Banyuls de la Marenda (1986), tres en Villafranca de Conflent (1985, 1988 y 1989), una en el monasterio de San Miguel de Cuixá (1985), una en Prada de Conflent [en la Universitat Catalana d'Estiu y pueblo] (1988) y una en Baó, en el marco del Primer encuentro de la catalanidad de la Cataluña Norte (2002).
- Cuatro salidas al Principado de Andorra, en Encamp (1971), Andorra la Vieja y San Julián de Loria (1976) -en uno de los actos del Congreso de Cultura Catalana-, en Escaldas y de nuevo en la capital de les Valls (1983), y otra vez en Escaldes (1985).
- Dos giras por la Comunidad Valenciana. La primera en la Ribera del Júcar (1979) con actuaciones en Carcagente, el monesterio de Aigües Vives, Sueca, Cullera y Algemesí, además de un pilar de cinc delante de la casa de Raimon, en Játiva. La segunda en 1981, con actuaciones en Alcoy, Benidorm y Alicante. Posteriormente actuaron en Carcagente (1985), en Algemesí (1993 y 2000), Castellón (2000) [13a Festa de la Llengua], Ollería y Benicarló (durante el Día del País Valencià).
- La de Palma de Mallorca (1980) y Manacor (2001).
- La ya mencionada de Alguer (1978), en Cerdeña.

## Participación en losConcursos de castells de Tarragona
Los Castellers de Vilafranca han ganado el Concurso de castells de Tarragona en once ocasiones:
- VII Concurs de castells de Tarragona, 1972
- XVI Concurs de castells de Tarragona, 1996
- XVII Concurs de castells de Tarragona, 1998
- XIX Concurs de castells de Tarragona, 2002
- XX Concurs de castells de Tarragona, 2004
- XXI Concurs de castells de Tarragona, 2006
- XXII Concurs de castells de Tarragona, 2008
- XXIII Concurs de castells de Tarragona, 2010
- XXIV Concurs de castells de Tarragona, 2012
- XXV Concurs de castells de Tarragona, 2014
- XXVI Concurs de castells de Tarragona, 2016

## Galería

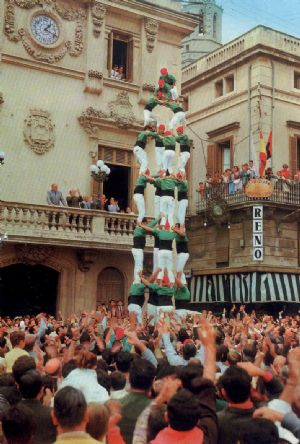
Primer quatre de vuit carregat de los Castellers de Vilafranca, 12/10/1969
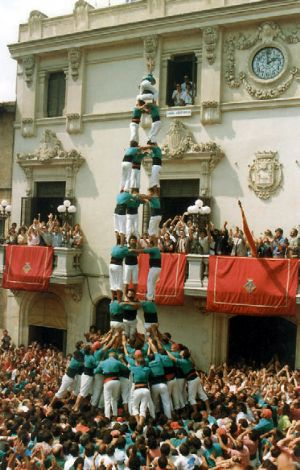
Primer tres de nou descarregat de los Castellers de Vilafranca, 30/08/1989
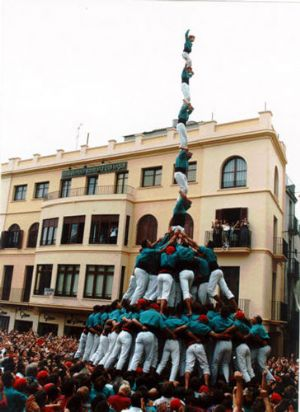
Primer pilar de vuit descarregat de la historia, Castellers de Vilafranca, 28/09/1997
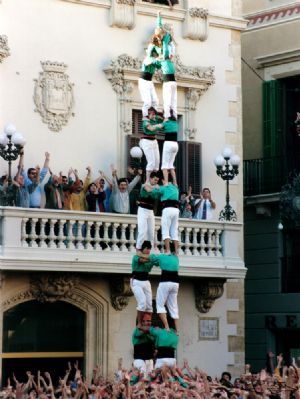
Primera torre de vuit sense folre carregada de la historia, Castellers de Vilafranca, 1/11/1999
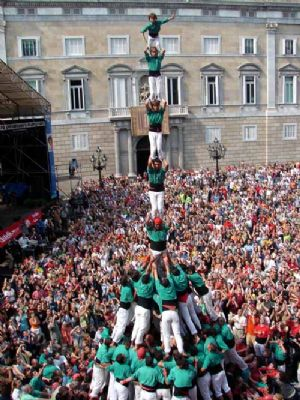
Primer pilar de vuit amb folre i manilles descarregat en Barcelona,  Castellers de Vilafranca, 25/09/2005
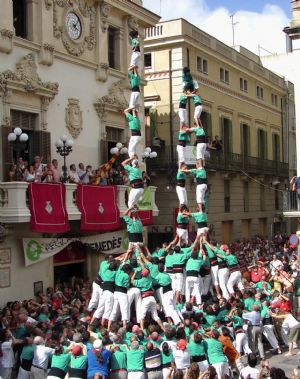
Primera torre de vuit amb folre y pilar de set amb folre descarregats simultáneamente de la historia, Castellers de Vilafranca, 31/08/2006
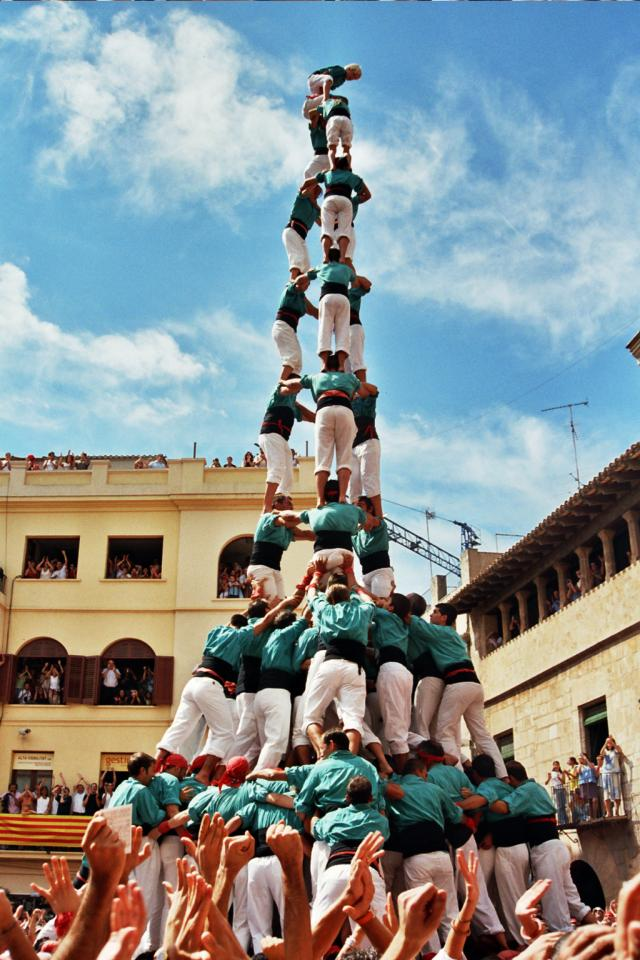
Tres de deu amb folre i manilles de los Castellers de Vilafranca
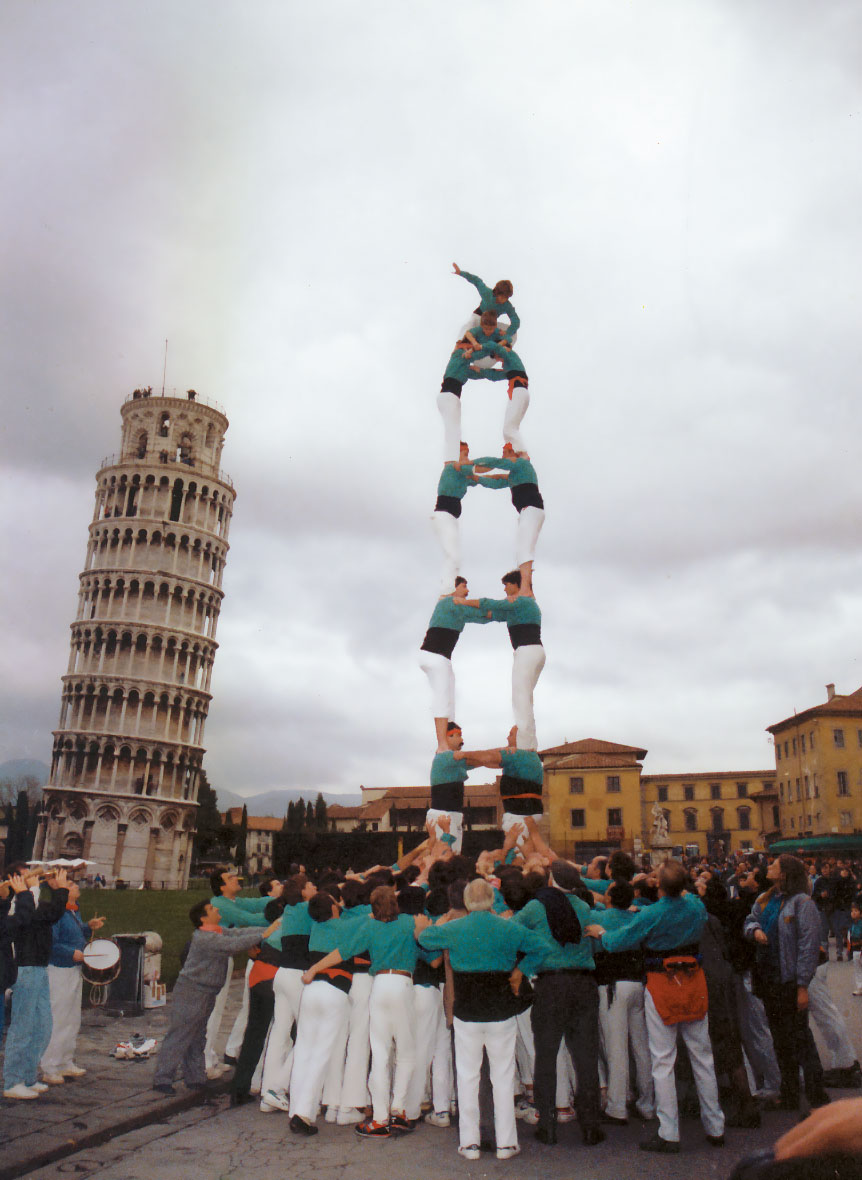
Torre de set en Pisa, Castellers de Vilafranca, 1988
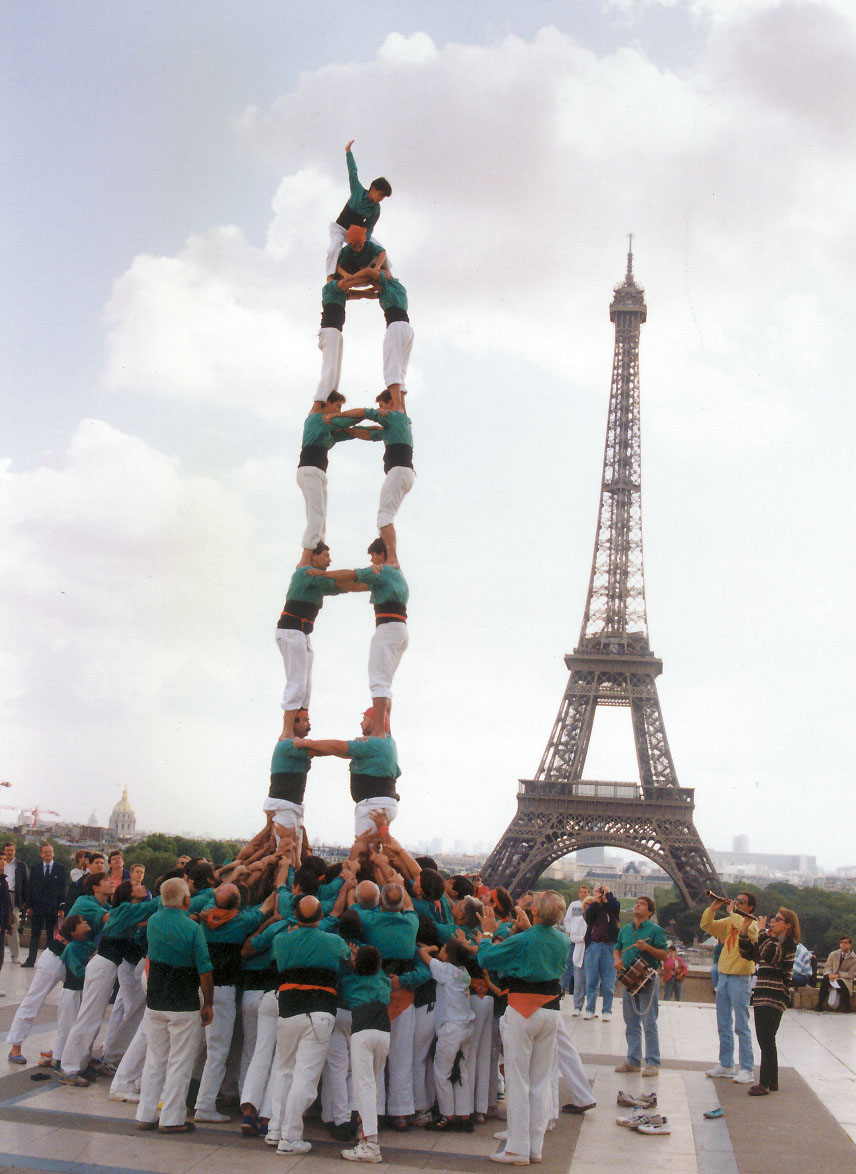
Torre de set en París, Castellers de Vilafranca, 1993
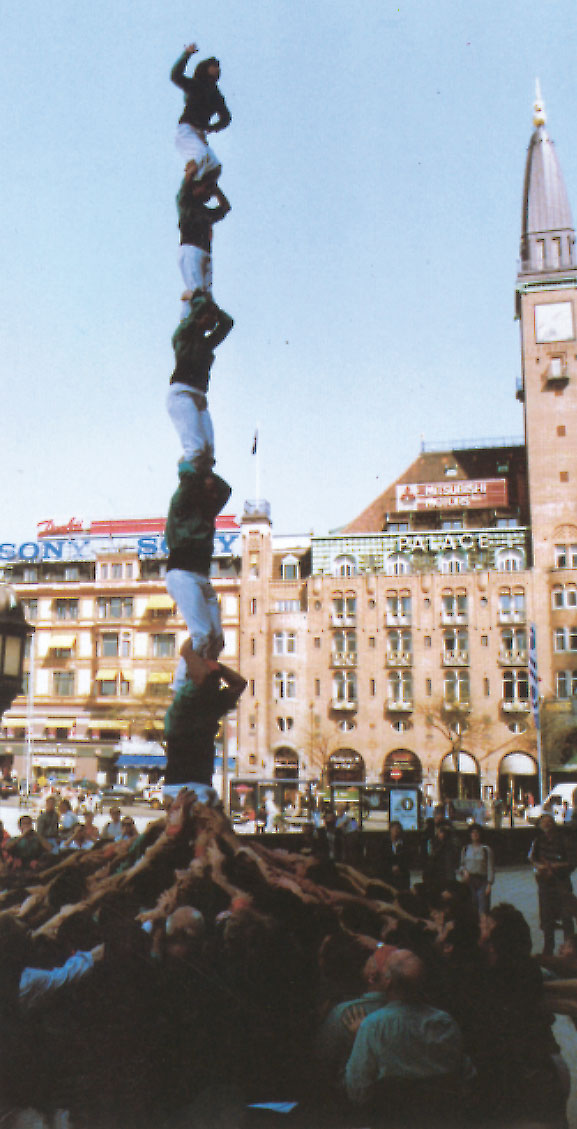
Pilar de sis en Copenhaguen, Castellers de Vilafranca, 1996